# Pararuellia cavaleriei
Pararuellia cavaleriei är en akantusväxtart som först beskrevs av Hector Léveillé och som fick sitt nu gällande namn av E. Hossain.
Pararuellia cavaleriei ingår i släktet Pararuellia och familjen akantusväxter. Inga underarter finns listade i Catalogue of Life.